# Журавок (Черниговская область)
Журавок (укр. Журавок) — село в Сновском районе Черниговской области Украины. Население 43 человека. Занимает площадь 0,3 км².
Код КОАТУУ: 7425885002. Почтовый индекс: 15222. Телефонный код: +380 4654.

## Власть
Орган местного самоуправления — Петровский сельский совет. Почтовый адрес: 15222, Черниговская обл., Сновский р-н, с. Петровка, ул. .